# ERCC2
ERCC2 (XPD) je protein koji učestvuje u transkripciono spregnutoj popravci isecanjem nukleotida.
 gen kodira 2.3-kb dugu iRNK koja sadrži 22 eksona i 21 introna. XPD protein je polipeptid da 760 aminokiselina i masom od 87 kDa. Defekti ovog gena mogu da proizvedu tri različita poremećaja: kanceru skloni sindrom Kseroderma pigmentozum komplementacije grupe D, trihotiodistrofiju, i Kokejnov sindrom.

## Interakcije
formira interakcije sa GTF2H2, ,  i XPB.

## Literatura
- Broughton BC; Thompson AF; Harcourt SA;  . (1995). „Molecular and cellular analysis of the DNA repair defect in a patient in xeroderma pigmentosum complementation group D who has the clinical features of xeroderma pigmentosum and Cockayne syndrome.”. Am. J. Hum. Genet. 56 (1): 167—74. PMC 1801309 . PMID 7825573.
- Jeang KT (1998). „Tat, Tat-associated kinase, and transcription.”. J. Biomed. Sci. 5 (1): 24—7. PMID 9570510. doi:10.1007/BF02253352.
- Yankulov K, Bentley D (1998). „Transcriptional control: Tat cofactors and transcriptional elongation.”. Curr. Biol. 8 (13): R447—9. PMID 9651670. doi:10.1016/S0960-9822(98)70289-1.
- Cleaver JE, Thompson LH, Richardson AS, States JC (1999). „A summary of mutations in the UV-sensitive disorders: xeroderma pigmentosum, Cockayne syndrome, and trichothiodystrophy.”. Hum. Mutat. 14 (1): 9—22. PMID 10447254. doi:10.1002/(SICI)1098-1004(1999)14:1<9::AID-HUMU2>3.0.CO;2-6.
- Lehmann AR (2001). „The xeroderma pigmentosum group D (XPD) gene: one gene, two functions, three diseases.”. Genes Dev. 15 (1): 15—23. PMID 11156600. doi:10.1101/gad.859501.
- Benhamou S, Sarasin A (2003). „ERCC2/XPD gene polymorphisms and cancer risk.”. Mutagenesis. 17 (6): 463—9. PMID 12435843. doi:10.1093/mutage/17.6.463.
- Clarkson SG, Wood RD (2006). „Polymorphisms in the human XPD (ERCC2) gene, DNA repair capacity and cancer susceptibility: an appraisal.”. DNA Repair (Amst.). 4 (10): 1068—74. PMID 16054878. doi:10.1016/j.dnarep.2005.07.001.

## Spoljašnje veze
- ERCC2+Protein на 